# Eiichi Kawatei
Eiichi Kawatei (jap. 川廷榮一 Kawatei Eiichi; ur. 10 grudnia 1933 w Ashiya, Hyogo, zm. 3 sierpnia 2013 w Osace) – japoński działacz sportowy, związany z tenisem, wiceprezydent Międzynarodowej Federacji Tenisowej.
W młodości sam uprawiał tenis, był w czołówce rankingu juniorów japońskich oraz reprezentował Uniwersytet Doshisha (1954–1955). Z reprezentacją tej uczelni pracował jako trener w latach 1960–1968 oraz 1990–1994. Jest jednym z najbardziej znanych japońskich dziennikarzy tenisowych, był wieloletnim komentatorem telewizyjnym, twórcą zdjęć o tematyce tenisowej i współautorem licznych publikacji.
Od 1977 zasiada we władzach Japońskiej Federacji Tenisowej, w tym jako wiceprezydent od 1995. W latach 1978–1989 pełnił funkcję sekretarza generalnego, a 1989–2003 prezydenta Azjatyckiej Federacji Tenisowej. Był także dyrektorem dwóch dużych zawodowych turniejów japońskich – Japan Open i Asian Open. Przyczynił się do rozwoju i popularyzacji tenisa w Azji, pod jego kierownictwem Azjatycka Federacja Tenisowa osiągnęła liczbę 44 państw członkowskich.
W Międzynarodowej Federacji Tenisowej (ITF) Kawatei był m.in. członkiem komitetu zarządzającego (1981–2003), przewodniczącym komisji ds. rozgrywek juniorskich (1995–2003), wiceprezydentem (1991–1999). Uczestniczył także w pracach komisji ds. igrzysk olimpijskich ITF i na wszystkich igrzyskach od czasu powrotu tenisa do programu olimpijskiego pełnił funkcję delegata technicznego ITF (od igrzysk olimpijskich w Seulu (1988)). Otrzymał tytuł honorowego wiceprezydenta ITF.
Za swoją działalność został uhonorowany m.in. Złotym Pierścieniem Olimpijskim Międzynarodowego Komitetu Olimpijskiego, nagrodą Chińskiej Federacji Sportu, nagrodą Golden Achievement Award Międzynarodowej Tenisowej Hall of Fame (2005).